# Sint-Lambertuskerk (Udenhout)
De Sint-Lambertuskerk is een kerkgebouw dat zich bevindt in het Noord-Brabantse Udenhout in de gemeente Tilburg.

## Voorgeschiedenis
Udenhout behoorde aanvankelijk tot de parochie Oisterwijk, maar kreeg in 1488 een eigen kapel. In 1648 kwam deze kapel in handen van de hervormden, maar werd in het begin van de 19e eeuw afgebroken, daar de plaats nauwelijks hervormden kende. De katholieken hadden ondertussen de beschikking over een schuurkerk en in 1723 werd Udenhout een zelfstandige parochie. Toen werd er een nieuwe, stenen, schuurkerk gebouwd. Deze werd uiteindelijk te klein, waarop een nieuwe kerk werd gebouwd, die ook tegenwoordig nog bestaat en geklasseerd is als rijksmonument.

## Huidige kerk
De Sint-Lambertuskerk is een neoclassicistische waterstaatskerk, gebouwd in 1840-1841. De architect is J.H. Laffertée. De hallenkerk heeft Dorische kolommen, een tongewelf over het middenschip en vlakke plafonds in de zijbeuken. In 1951 werd de kerk tot een kruiskerk uitgebreid. Het meubilair stamt uit 1848 en is uitgevoerd naar de stijl van de late Antwerpse barok. Het omvat een preekstoel, een orgelkas, drie altaarretabels en drie biechtstoelen. Het beeldhouwwerk is van de hand van Jan Jozef Peeters. Ook zijn in de kerk 14 heiligenbeelden uit 1848 te vinden. Dan zijn er nog enkele schilderijen in Vlaamse trant en vier in grisaille geschilderde doeken welke de Vier Evangelisten voorstellen. Ze zijn afkomstig uit de oudkatholieke seminariekapel te Amersfoort en werden geschilderd door Jan de Bray in 1696. Het orgel is vervaardigd door François-Bernard Loret in 1868. Het verving een ouder Van Hirtum-orgel.